# Anneville-Ambourville
Anneville-Ambourville ist eine französische Gemeinde mit 1161 Einwohnern (Stand 1. Januar 2022) im Département Seine-Maritime in der Region Normandie. Sie gehört zum Arrondissement Rouen und zum Kanton Barentin. Sie liegt in der Landschaft Roumois in einer Schleife der Seine.

## Geschichte
Anneville-Ambourville entstand 1975 durch den Zusammenschluss der Gemeinden Anneville-sur-Seine und Ambourville.

### Bevölkerungsentwicklung
| Jahr                       | 1962 | 1968 | 1975 | 1982 | 1990 | 1999 | 2007 | 2017 |
| Einwohner                  | 539  | 579  | 765  | 832  | 986  | 946  | 1186 | 1190 |
| Quellen: Cassini und INSEE |      |      |      |      |      |      |      |      |

## Sehenswürdigkeiten
- Burg der Tempelritter aus dem 13. Jahrhundert

## Persönlichkeiten
- Agnès Sorel (um 1422–1450), die erste offizielle Mätresse des französischen Königs Karl VII., starb auf der Burg von Anneville